# Berthe Qvistgaard
Berthe Viola von Rehling Qvistgaard (født 11. august 1910 i København, død 23. oktober 1999 på Frederiksberg) var en dansk skuespiller og instruktør. Berthe Qvistgaard var den første rektor for Statens Teaterskole i København, en post hun bestred i perioden 1967-1979.

## Udvalgt filmografi
- De bør forelske Dem (1935)
- Giftes-nej tak (1936)
- Sommerferie i Nordjylland (1936)
- I dag begynder livet (1939)
- Pas på svinget i Solby (1940)
- Familien Olsen (1940)
- Far skal giftes (1941)
- Tobiasnætter (1941)
- Tror du jeg er født i går? (1941)
- Regnen holdt op (1942)
- Et skud før midnat (1942)
- Baby på eventyr (1942)
- Det ender med bryllup (1943)
- Jeg mødte en morder (1943)
- Besættelse (1944)
- Mens porten var lukket (1948)
- Hold fingrene fra mor (1951)
- Vores fjerde far (1951)
- Min søn Peter (1953)
- Ung leg (1956)
- Jeg elsker dig (1957)
- Mariannes bryllup (1958)
- Tro, håb og trolddom (1960)
- Flemming og Kvik (1960)
- Det stod i avisen (1962)
- Ta' det som en mand, frue (1975)
- Trællenes oprør (1979)
- Johnny Larsen (1979)
- Trællenes børn (1980)
- Busters verden (1984)
- Samson og Sally (1984)
- Manden i månen (1986)
- Sidste akt (1987)
- Strit og Stumme (1987)